# Chih Nu Dorsum
Il Chih Nu Dorsum è una struttura geologica della superficie di Venere.